# Dusminguet
Dusminguet va ser un grup de fusió musical originari de la Garriga. Segons els seus components: «és un grup que agafa música d'aquí i d'allà per transformar-la en mil colors i formes i adaptar-la al seu propi món, a la seva manera de veure les coses; música que no té sentit sense el ball i la festa, una trituradora de músiques populars».

## Història
Dusminguet va néixer l'any 1995 i va començar tocant música tex-mex, rumba catalana, merengue i valsos. Cantava en català, castellà, anglès, francès, portuguès i àrab. Dusminguet va formar-se a partir d'una idea del trombonista Xavier Boixader d'ajuntar el màxim de gèneres de ball reconeguts per la tradició llatina i del sud en un format de grup àgil i versàtil inspirat en el tex-mex i en especial per Flaco Jiménez, fugint, alhora, de la influència de la indústria anglosaxona i del rock en particular, i buscant també dirigir-se a un públic intergeneracional.
Va autodefinir el seu estil com a «world pagès music» o world music made by peasants, és a dir, «músiques del món fetes per pagesos». En un primer moment el projecte va ser compartit per l'acordionista Joan Garriga, que després passaria a ser-ne el cantant, Dani Portavella, guitarra i veu, Marc Sampere, veu, Demian Recio, baix i Martí Vilardebò bateria i veu; i ja, en un segon moment, Carlos Rivolta al baix, Beto Bedoya a la percussió i Tomás Arroyos als teclats. Altres músics que van passar pel grup en algun moment o altre van ser Martí Perramon, percussió, Dick Them, contrabaix i Joan Costa, veu. En aquesta primera etapa el grup va autoeditar una maqueta en format casset amb una tria de set temes del seu primer repertori de versions.
Aquest grup mestís compromès amb l'antiracisme va practicar un estil descendent directe de grups com Mano Negra i la seva patxanga: des de l'ska i el tex-mex fins al folk, el vallenato, el pop o la rumba. El gener del 2004, i després de deu anys dalt dels escenaris, amb un miler de concerts realitzats, la publicació de tres discos i la participació en molts més, el grup de la Garriga va anunciar la seva dissolució. La decisió de plegar es va deure a la necessitat dels músics de fer un canvi de rumb en la seva carrera musical.

## Discografia

### Vafalungo
El seu disc de debut, Vafalungo, va publicar-se l'any 1998 (Virgin-Chewaka). El grup va definir l'àlbum de la següent manera:
«És un viatge pel món, un passaport que et deixa viatjar sense ensenyar papers. És la trituradora de totes les músiques que fan ballar, és una revetlla sens fi, una nit que no acaba fins que no surt el sol. Acordió, guitarra, baix, djembé, bateria, caixó, teclats... Són els colors que conformen aquest arc de Sant Martí musical».
Els ritmes que es mesclen són el reggae, la cúmbia, el txa-txa-txa o fins i tot la sardana. Durant la gira de presentació de Vafalungo van fer més de 400 concerts i es van consolidar com a grup en directe. La seva música va considerar-se com una música d'arrel que arrenca de la patxanga popular en un un popurri d'alegria i vitalitat.

### Postrof
L'any 2000 va publicar-se el segon disc: Postrof. El disc es va gravar a Xauen i va comptar amb multitud de col·laboracions, com la de Neat Veliov (Koçani Orkestra), Moustafa El Haffer, Nando Lumbaú (proyecto Lumbalú), Martín Fuks (Macaco) i altres:
«El viatge musical postís transcorre en un poble imaginari que es diu Postrof. És el poble on tot és possible, on de dia estan permeses unes coses i de nit unes altres, on el nord i el sud es fusionen amb un fil conductor que és la música de Dusminguet».
En aquest disc apareixen pinzellades de música àrab, trompetes gitanes de l'est, havaneres mediterrànies, etc. El segon àlbum de Dusminguet segueix reivindicant una manera particular i peculiar de fer música: explora músiques tradicionals i de revetlla, deixant sempre una empremta surrealista. Durant la gira de presentació de Postrof van tocar per Espanya, França, Marroc, Itàlia, Bèlgica, Països Baixos i Mèxic. Tanmateix, la dissortada mort el 2002 del seu baixista Carlos Rivolta, amb 34 anys, en ple concert a Guadalajara, va fer replantejar la situació del grup. És en aquell moment que Dusminguet va anul·lar tots els concerts i es va concentrar en la gravació del seu tercer disc: Go. Joan Garriga, acordió diatònic i veu del grup, descriu així el segon disc de Dusminguet:
«En arribar a terres de Vafalungo van albirar el far cançoner i, darrere seu, la ciutat emmurallada que pujava com una heura pujol amunt, contemplant el mar. Així, doncs, s'hi van acostar i van entrar a Postrof. Xino-xano i pas a pas, van veure el gran mirall del mar on tot Postrof s'hi reflecteix, i així, uns mirant el reflex dels altres, feien el contrari. A Postrof hi ha qui escriu de dreta a esquerra i qui ho fa d'esquerra a dreta, qui permet beure i prohibeix fumar, i també el seu revers, qui és un lladre robat i abdicat, qui veu les finestres quadrades i qui les veu rodones, i qui per terra navega i per mar s'enterra. També, a Postrof, hi ha qui té l'hora nova o l'hora antiga i, trobant tots la seva, hi ha qui troba la normal i qui viu sense trobar mai l'altre».

### Go
Aquest treball del 2003 gravat a la Garriga és continuista però afegeix un bon assortiment de ritmes grecs, rock, guitarres gitanes i sàmplers de l'est d'Europa. El disc va entrar en la llista Afive entre els més venuts de l'Estat espanyol.
Després d'homenatjar Carlos Rivolta l'onze de setembre de 2002 en un festival a la Rambla del Raval de Barcelona de 12 hores de durada i que va començar a les 12 del migdia, per l'escenari del qual van passar una quarantena d'artistes entre els quals hi havia Gertrudis, Pomada, Ojos de Brujo, Dr. Calypso, Màrtires del Compàs i Dusminguet, en la seva primera actuació des de la mort de Rivolta, el cantant Joan Garriga va continuar la seva carrera musical amb les formacions La Troba Kung-Fú i Joan Garriga i el Mariatxi Galàctic.

## Filmografia
- Dusminguet i la patxanga jonda (Messidor Rodríguez, Ferris Aromí, Miguel Ciprés, 2015)